# Pargas kalkgruva

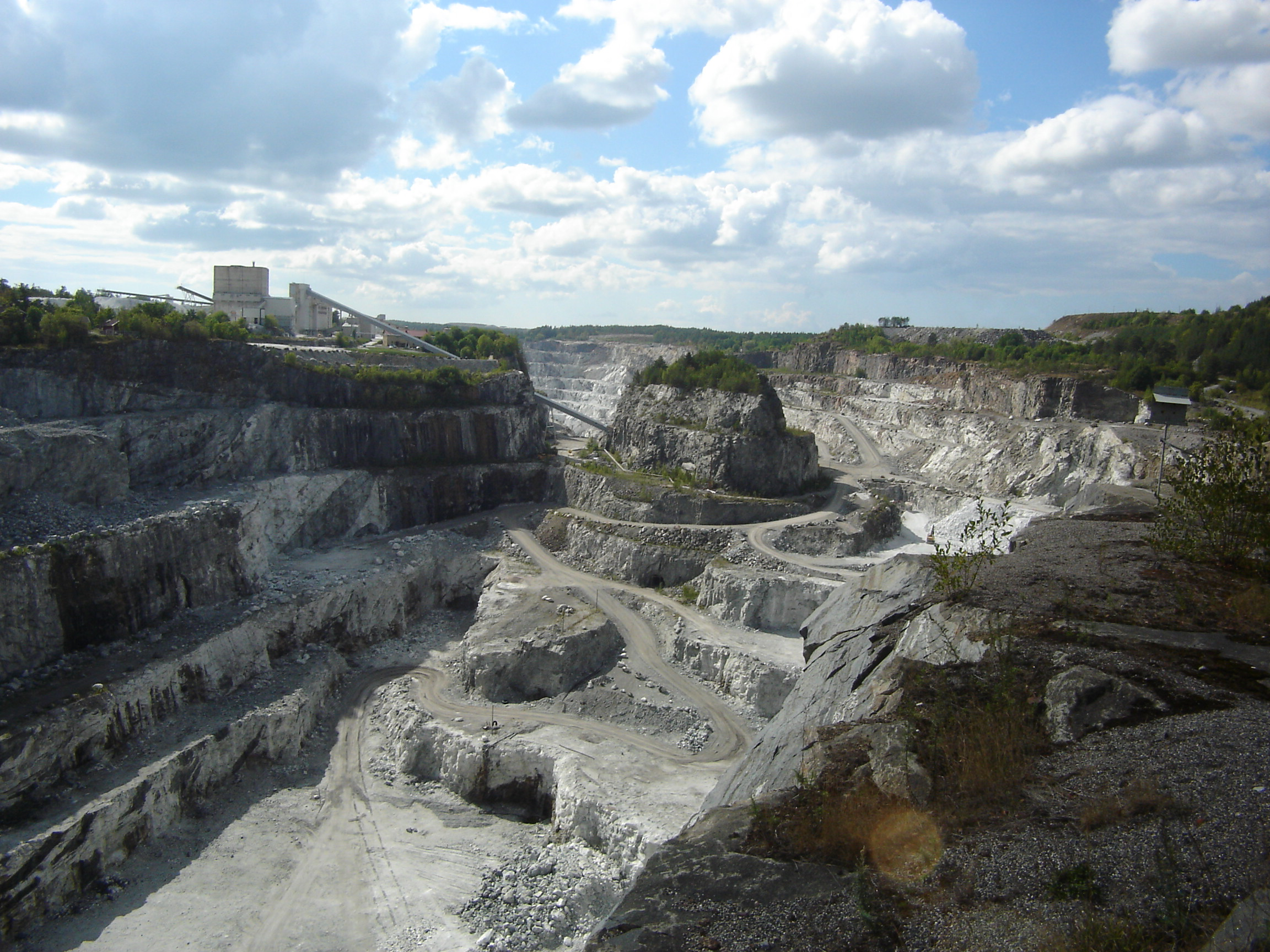
Pargas kalkgruva

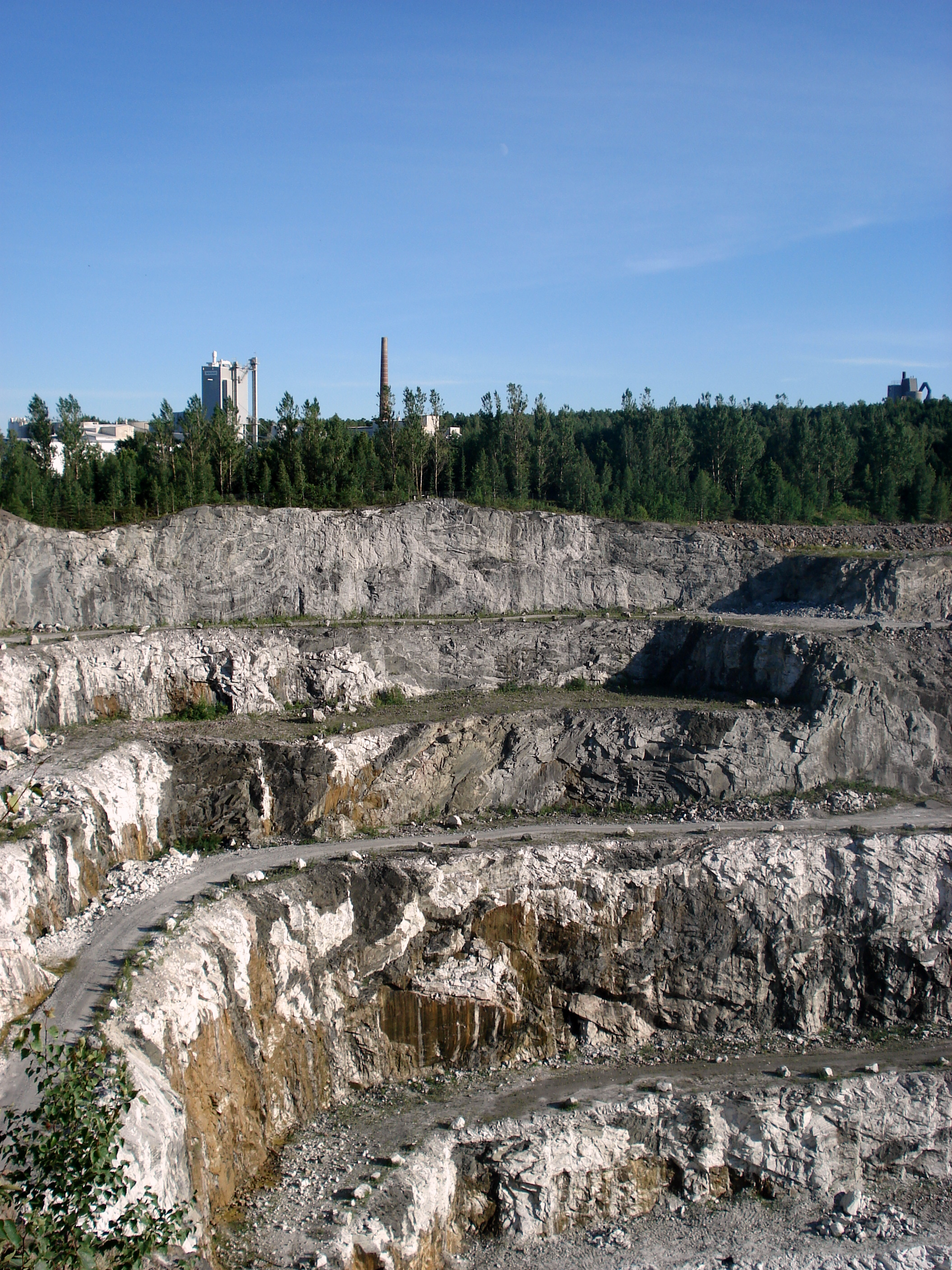
Pargas kalkgruva

Pargas kalkgruva är Finlands största dagbrott. Kalksten började brytas i Pargas redan på 1300-talet, och rester av mindre kalkgruvor finns på flera håll.
Dagbrottets djupaste ställe är 113 meter under havsytan, och tunnlar för olika ändamål finns på betydligt större djup. Gruvan och industrierna kring den utgör basen för Pargas som industriort. Gruvan drivs av idag av Nordkalk. Företaget började 1898 som Pargas Kalkbergs Aktiebolag.
Det finns flera utsiktsplatser från vilka man kan se det 70 hektar stora dagbrottet. I samband med festivalen Rowlit hålls konserter i dagbrottet, vilket kräver omfattande skyddsåtgärder, då också stenblock vid dagbrottets kant kan lossa vid sprängningarna.